# カラテペ
カラテペ（Karatepe、トルコ語で「黒い丘」を意味する。ヒッタイト語 Azatiwataya）は、ヒッタイト後期の城塞であり、野外博物館になっている。トルコ南部のオスマニエ県にあり、中心都市のカディルリから23kmの距離にある。トロス山脈中の、ジェイハン川右岸に位置し、カラテペ・アスランタシュ国立公園の一部をなしている。

## 歴史
この地は古代のキリキアにあたり、東アナトリア地方から北部シリア平原への交通の要所であった。紀元前12世紀のヒッタイト帝国の滅亡後、シロ・ヒッタイト国家群の重要な中心地になった。カラテペで発見された遺物には、大量の歴史的粘土板、像、遺跡などがあり、さらに2つの記念的な門にはその下部に狩猟・戦争・オールのある船を描いたレリーフが彫られていた。この門の側面にはライオンとスフィンクスの柱がある。

## カラテペ碑文
カラテペ遺跡にはフェニキア語と象形文字ルウィ語の二言語で記された紀元前8世紀の碑文があり、「モプソス家」（象形文字ルウィ語でmu-ka-sa-（しばしばMoxosと翻字される）、フェニキア語でmpšと書かれる）出身のアダナの王たちの業績を記す。碑文は最初フェニキア語で書かれ、それから象形文字ルウィ語に翻訳された。この碑文は考古学者にとって、象形文字ルウィ語を解読するためのロゼッタ・ストーンの役割を果たした。
碑文の研究が進むにつれ、碑文の作者がこの町の統治者であるアザティワダ（アザティワタとも）であることが判明した。アザティワダは町を創立した人物でもあり、碑文は町の創立を記念している。アザティワダはアダナワ（アダナ）、すなわち古代クウェ王国のアワリク王に従属していると自称している。アザティワタヤ（カラテペ）はアダナワの辺境の町であったようである。
同様な別の碑文であるチネキョイ碑文はより最近の1997年に発見された。やはりアワリク王について言及しており、同一人物であるかもしれないが、同じ王朝の別の人物であるかもしれない。

## トロイ理論
2010年に放送された、作家・翻訳家のラウル・シュロットが主役のZDFのドキュメンタリーによれば、カラテペの城塞やその周辺の景観はホメーロス『イーリアス』でのトロイの記述によく一致する。この理論によると、ホメーロスはトロイの伝説の知識をもとに、彼自身の経験やカラテペにいたアッシリア人書記の残した文書を利用して歴史的フィクションに仕立てた可能性があるという。

## 考古学
1946年に遺跡が発見された後、カラテペは1947年から1957年にかけて、ヘルムート・テーオドール・ボッセルト(1889 - 1961) の率いる調査団によって発掘され、この遺跡がアザティワダ王の城壁都市であることが明らかになった。その後長年にわたって復元作業とさらなる調査が進められた。1990年代末に、ハレット・チャンベル(1916-2014)の率いるチームによって王宮に対する考古学的作業が行われた。
アザティワダ王の在位期間は紀元前8世紀のはじめから紀元前7世紀のはじめごろと推定されている。
遺物は現在カラテペ・アスランタシュ国立公園の一部をなすカラテペ・アスランタシュ屋外博物館で展示されている。

## 命名
2004年のオポチュニティによる火星探査において、岩盤の地層を調査するためのエンデュランス・クレーターの入口地点が「カラテペ」と命名された。

## ギャラリー

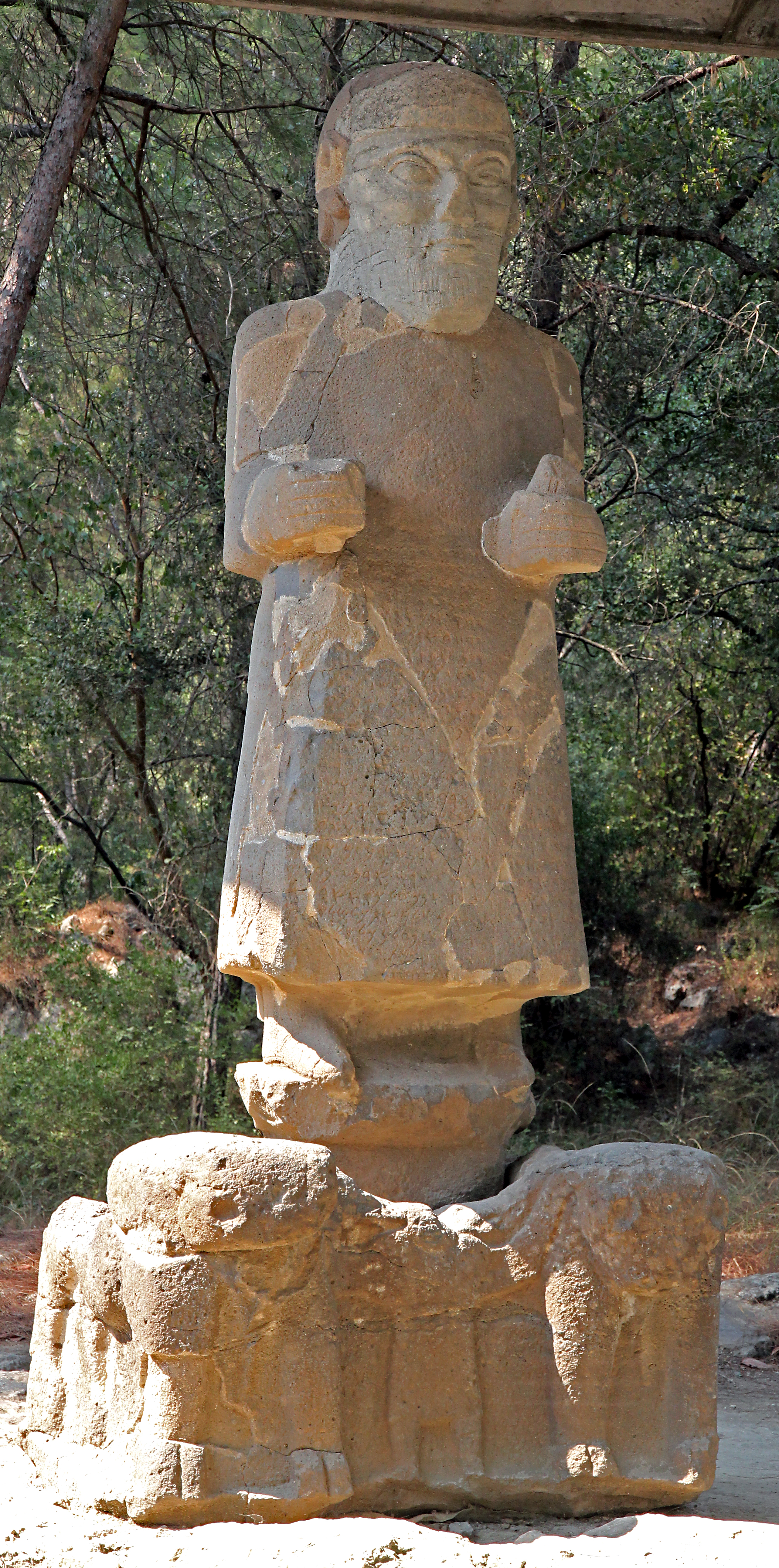
天候神タルフントの神像
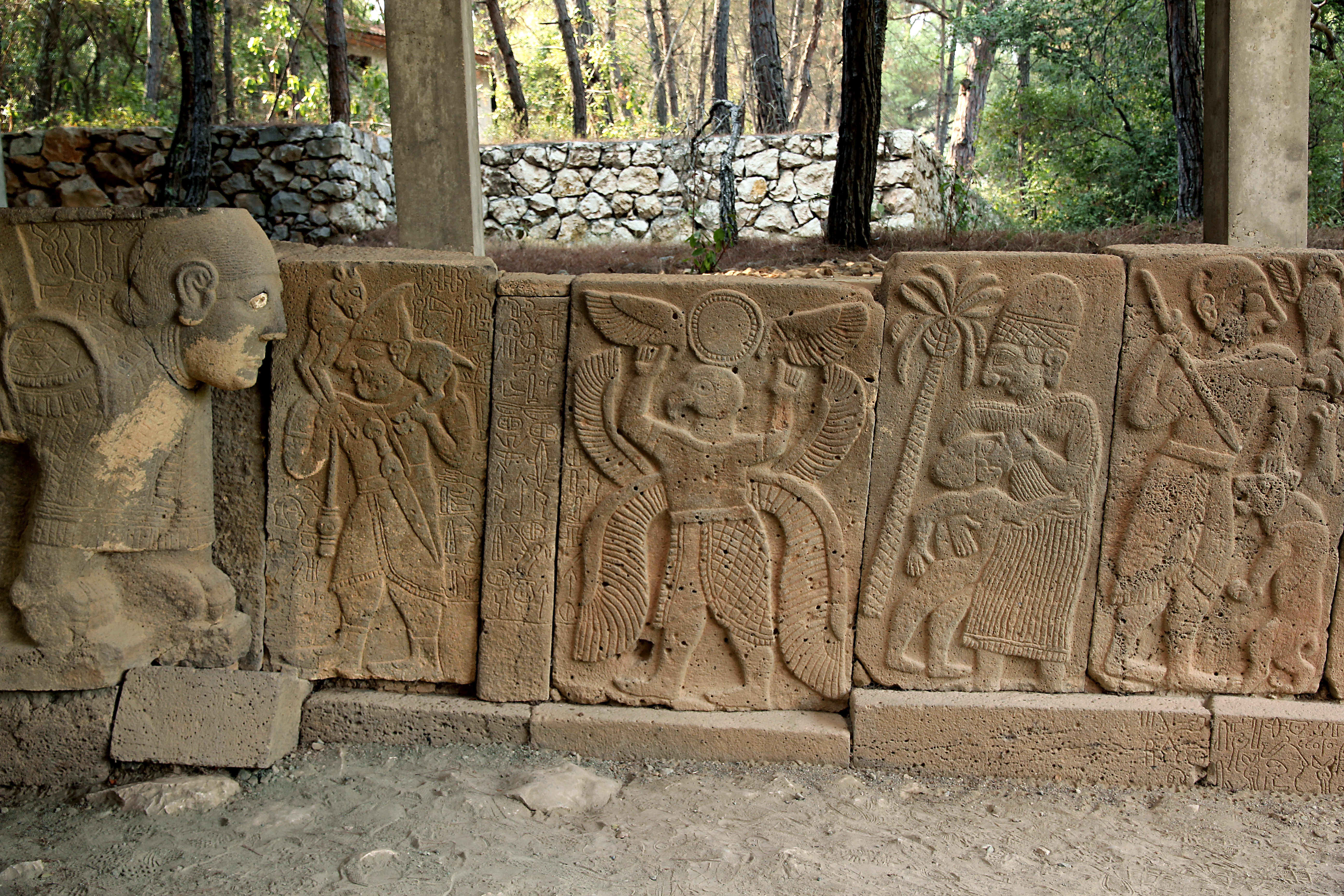
スフィンクスとレリーフ
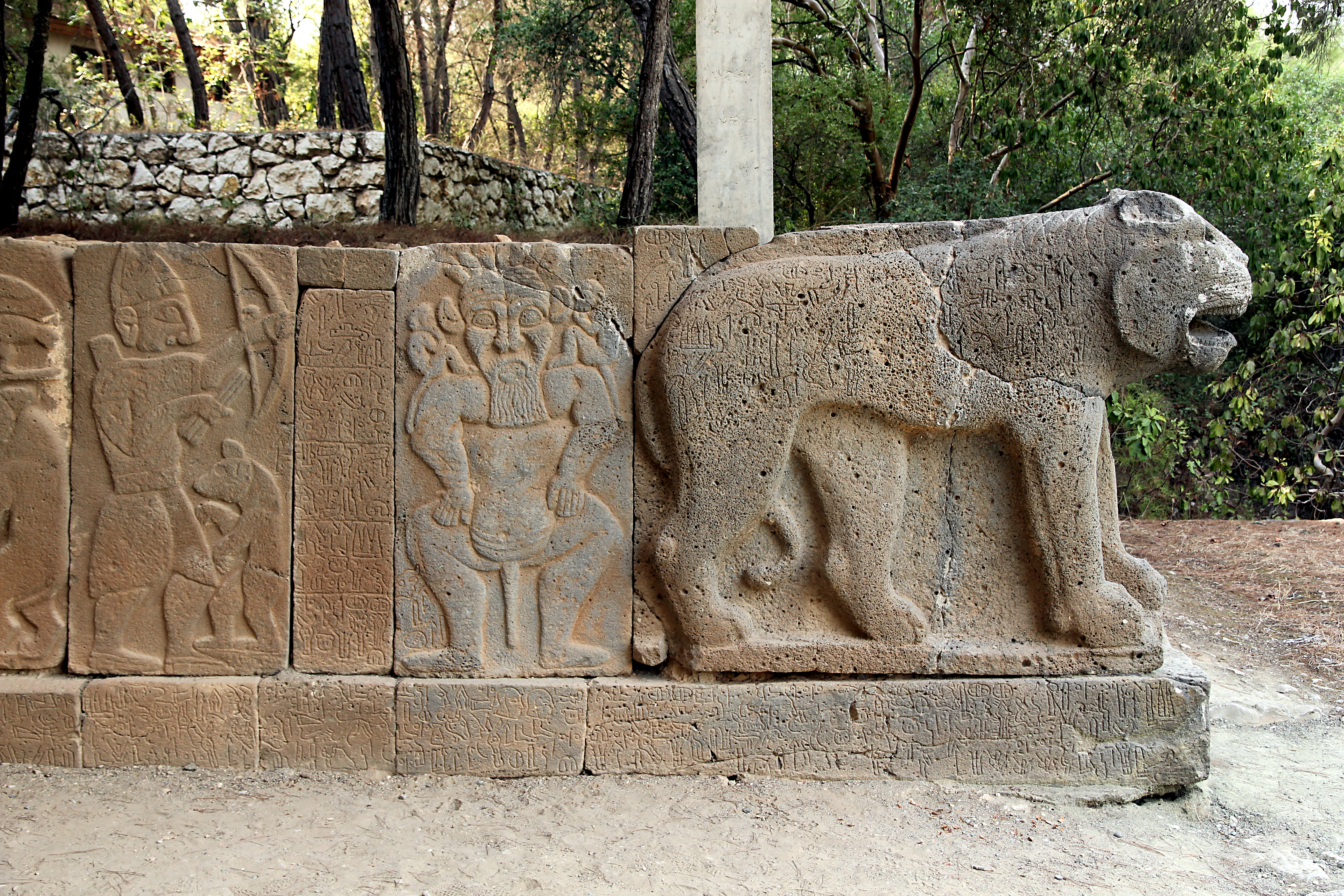
ライオンとレリーフ
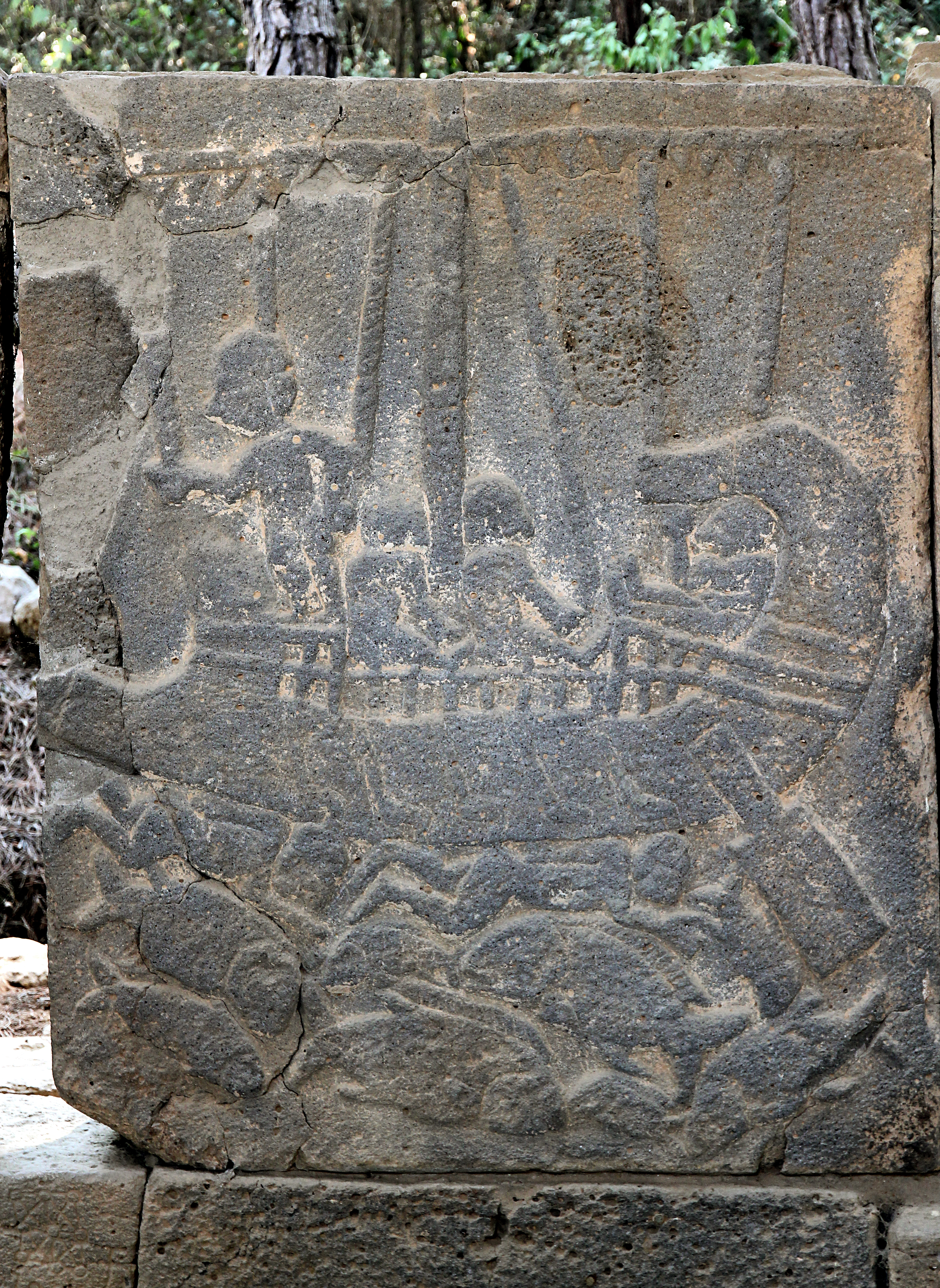
船のレリーフ
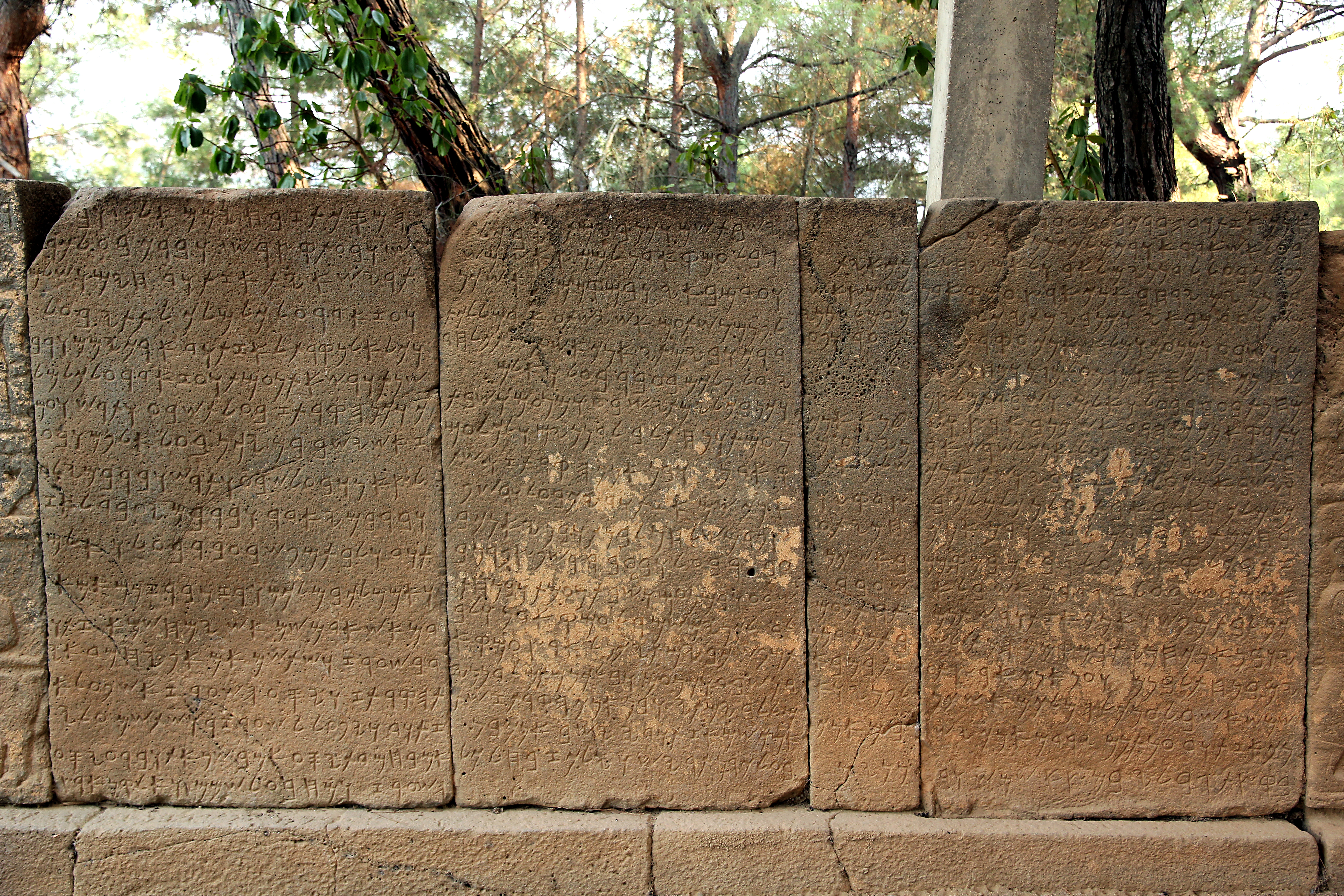
碑文のフェニキア語
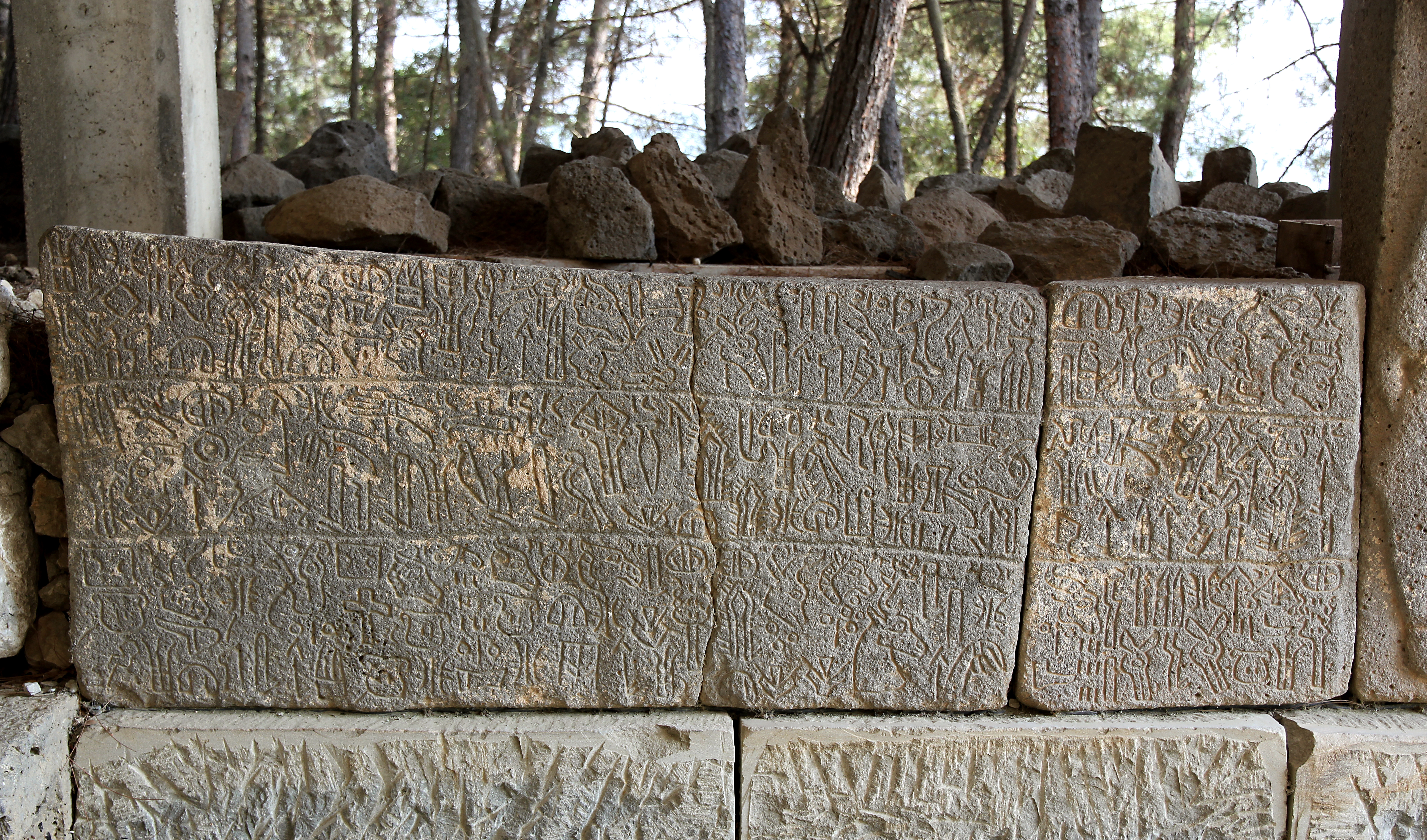
碑文の象形文字ルウィ語

## 関連文献
- Halet Çambel, Corpus of Hieroglyphic Luwian Inscriptions, Vol. 2: Karatepe-Aslantaş (Untersuchungen zur Indogermanischen Sprach- und Kulturwissenschaft, Vol 6), Walter de Gruyter, 1998 3-11-014870-6
- Cyrus H. Gordon, Phoenician Inscriptions from Karatepe, The Jewish Quarterly Review, New Series, vol. 39, no. 1, pp. 41–50, 1948
- Alan Humm, Translation of Phoenician text into English: http://jewishchristianlit.com/Texts/ANEhist/karatepe.html
- Julian. Obermann, New Discoveries at Karatepe. A Complete Text of the Phoenician Royal Inscription from Cilicia, Transactions of the Connecticut Academy of Arts and Sciences, Connecticut Academy of Arts and Sciences, vol. 38, 1948
- Benno Landsberger, Sam'al, Studien zur Entdeckung der Ruinenstätte Karatepe, Druckerei der Türkischen Historischen Gesellschaft, 1948